# Моторът
„Моторът“ е български игрален филм (романтична драма) от 2017 година на режисьора Валентин Гошев (който е сценарист на филма), оператор е Иван Тонев. Музиката е композирана от Владимир Джамбазов. Във филма участват Димитър Ангелов, Руди Евтимов, Александра Радичева, Михаил Мутафов, Ицхак Финци и Гергана Кофраджиева.
Премиерата на филма е на 18 януари 2018 г. в град Ловеч.
На 31 октомври 2021 г. е излъчен по БНТ 1.

## Сюжет
Моторът е филм за приятелството, което може да устои с години, независимо от превратностите на историческите събития. В този филм Славчо, Евелина и Вили (германско момче на техните години) са ученици в село Бараково по време на Втората световна война, където тримата се срещат за пръв път с любовта и омразата .

## Актьорски състав
| Роля                      | Изпълнител                                               |
| ------------------------- | -------------------------------------------------------- |
| Вили Шмид                 | Димитър Ангелов Михаил Мутафов (като възрастен)          |
| Славчо                    | Руди Евтимов Ицхак Финци (като възрастен)                |
| Евелина                   | Александра Радичева Гергана Кофраджиева (като възрастна) |
| Павел                     | Стефан Николов-Родни                                     |
| Пешо                      | Давид Денис Коваль                                       |
| Ваня                      | Десислава Джурова                                        |
| Биньо                     | Мартин Паунов                                            |
| Кметът                    | Валентин Гошев                                           |
| Депутатът Коречински      | Филип Трифонов                                           |
| Ото Шмид                  | Николай Додов                                            |
| Кайо                      | Павлин Петрунов                                          |
| Сузане Шмид               | Силвия Драгиева                                          |
| Кръчмарът                 | Петър Калчев                                             |
| Американският пилот       | Борис Кашев                                              |
| Учителката Малина Петрова | Розалия Абгарян                                          |
| Тодор, братът на Славчо   | Кристиян Димитров                                        |
| Румянка                   | Ели Колева                                               |
| Полицейски началник       | Борислав Веженов                                         |
| Учителят по физическо     | Цветан Тодоров                                           |
| Пъдарят Спиро             | Иван Ангелов                                             |
| Началник на гарата        | Ленко Гурков                                             |
| Шулце                     | Иван Христов                                             |
| Партизанинът              | Георги Петков – Джобния                                  |
| Сръбски партизани         | Игор Дамянов Иван Тодоров                                |
| Руски войник              | Тихомир Благоев                                          |
| Майката на Евелина        | Румяна Камчева                                           |
| Дубльор на Слави и Вили   | Андрей Чаушев                                            |